# Choa Chu Kang (metrostation)
Choa Chu Kang is een metrostation van de metro van Singapore aan de North South Line. Het station bedient de wijk Choa Chu Kang van de West Region van Singapore. In het station is er overstap naar de Bukit Panjang Lightrail die de verbinding met de wijk Bukit Panjang biedt.